# Gornji Meljani
Gornji Meljani – wieś w Chorwacji, w żupanii virowiticko-podrawskiej, w gminie Voćin. W 2011 roku liczyła 15 mieszkańców.